# Bramo 323
Bramo 323 Fafnir — немецкий поршневой звездообразный 9-цилиндровый авиадвигатель воздушного охлаждения, разработанный в 1936 году на основе предыдущих моделей компании, в свою очередь, восходящих к конструкции лицензионного Bristol Jupiter. Всего произведено около 5500 штук.

## История
В 1929 году компания Siemens приобрела у Гном-Рон лицензию на двигатель Гном-Рон 9A Jupiter (копия Bristol Jupiter), в конструкцию которого ей вносились некоторые изменения и доработки. В ранних типах, Sh.20 и Sh.21, они преимущественно относились к переводу его чертежей в метрическую систему. У Sh. 22 изменению подверглись также параметры цилиндров и ход поршня, что позволило несколько увеличить мощность двигателя (а у модификации Sh 22B с одноступенчатым компрессором и эпициклическим редуктором системы Farman — довести её до 660 л.с.).
Недостаточная надёжность Sh. 22 привела к разработке нового мотора, получившего в связи с изменением в середине 1930-х годов системы  номенклатуры RLM номер 323 и наименование "Фафнир", в честь дракона из скандинавской мифологии.
У 323-й модели компоновка клапанов была выполнена по типу конструкций ведущих американских авиастроительных компаний, благодаря чему улучшилось охлаждение головок цилиндров. В ходе дальнейших улучшений у мотора появились непосредственный впрыск топлива и новый нагнетатель; с  рабочим объёмом, доведенным до почти 27 литров, двигатель выдавал 900 л.с. на взлёте и до 1000 л.с. на высоте 3100 метров. Снижение мощности на малых высотах было неизбежным у двигателей с односкоростными механическими нагнетателями.
Fafnir устанавливался на нескольких немецких довоенных типах самолётов, включая Focke-Wulf Fw 200, Henschel Hs 126, Dornier Do 24 и Dornier Do 17, а также вертолёт Focke Achgelis Fa 223 Drache. Из-за его повышенного удельного расхода топлива многие производители предпочитали сходный по характеристикам BMW 132, у которого этот показатель варьировался от 220 до 240 г/(кВт•ч) в зависимости от модели, тогда как у ранних модификаций мотора Fafnir он составлял около 255, что для того периода было выше среднего. У модификаций с нагнетателем C и D расход снизился до 230, но лишь при полётах на малых высотах.
В 1939 году компания BMW приобрела Bramo и продолжила выпуск двигателя. Начиная с этого момента, в различных источниках он может с равным успехом упоминаться под марками BMW, Bramo и Fafnir. До прекращения производства в 1944 году было выпущено около 5500 штук Bramo Fafnir.

## Модификации
Двигатель выпускался в модификациях A и B (различавшихся по направлению вращения винта), C и D (с односкоростным нагнетателем, а также P, R и T (с двухскоростным нагнетателем). Существовал также тип R-2, у которого был возможен впрыск водно-метанольной смеси MW 50, позволявший кратковременное увеличение мощности на малых высотах (до 1200 л.с. при 2600 об/мин).

## Применение
- Arado Ar 196
- Arado Ar 232
- Blohm & Voss BV 222
- Dornier Do 17
- Dornier Do 24
- Focke Achgelis Fa 223
- Focke-Wulf Fw 200
- Henschel Hs 126
- Junkers Ju 352